# Ljubuša
Ljubuša je planina u BiH. Svojim najvećim dijelom se nalazi u općini Tomislavgradu, ali također i u Rami i Kupresu. Planina je visoka 1797 metara.

## Značaj
U prošlosti je Ljubuša bila poznata po tome, da je na njoj u sezoni ispaše paslo više tisuća ovaca i mnogo grla krava. Redovito su bile obavljane i košnje trave. Može se reći da je ova planina u prošlosti ljudima život značila. Sada na njoj pase mnogo manje stoke, no ipak je još uvijek značajna za uzgajatelje stoke, ali i za poljoprivredu. U novije vrijeme bilježi se porast aktivnosti u području stočarstva i ovčarstva, što se odražava u proizvodnji mlijeka i sira.

## Geologija
U unutrašnjosti planine Ljubuše nalaze se mnogobrojne pećine i špilje, koje privlače mnoge domaće turiste kao i mnoga speleološka društva. 
Najveće špilje se nalaze na zapadnom dijelu Ljubuše neposredno iznad Sela Lipe i Mandinog sela: Pašnjača i Orlovača.